# Sinsegye
Sinsegye (hangul 신세계) comercialitzada internacionalment com New World) és una pel·lícula èpica criminal de Corea del Sud del 2013 escrita i dirigida per Park Hoon-jung. És protagonitzada per Lee Jung-jae, Choi Min-sik, Hwang Jung-min i Park Sung-woong. A la pel·lícula, Lee Ja-sung (Lee) lluita per equilibrar el seu paper d'oficial de policia encobert amb el seu ascens en el sindicat del crim de Corea.
New World és la primera entrada d'una trilogia planificada.

## Argument
Lee Ja-Sung (Lee Jung-jae) és un agent de policia encobert que ha estat treballant a Goldmoon International, el sindicat de crim corporatiu més gran de Corea del Sud. Durant els seus 8 anys, està constantment en risc de ser descobert. El cap Kang (Choi Min-sik) promet reassignar Ja-Sung a una posició a l'estranger a la força de policia, però contínuament retarda la seva promesa. Quan Ja-Sung amenaça amb abandonar el cos policial, el cap Kang amenaça amb filtrar la seva veritable identitat al sindicat del crim, cosa que asseguraria la seva dolorosa mort.
El president de Goldmoon mor en un accident i dos homes lluiten per succeir-lo. Jung Chung compta amb el suport del clan Northmoon descendent dels xinesos. Lee Joong-gu està recolzat per la facció Jaebum.
El cap Kang posa Jung i Joong-gu l'un contra l'altre amb l'esperança que es derrotin mútuament i obrin el camí perquè Jang Su-Ki es converteixi en el nou president. Su-ki és nominalment el vicepresident de l'empresa, però no té cap poder real. El cap Kang espera que la companyia Goldmoon sigui prou feble com per derrotar si la lidera el feble Su-ki. El cap Kang fa xantatge a Jung i el convenç de filtrar proves sobre Joong-gu a canvi d'un perdó pels seus propis crims. Després d'arrestar en Joong-gu, li informa a Joong-gu que Jung el va trair. Enfurismat, Joong-gu envia els seus homes a assassinar Jung. Els homes de Joong-gu embosquen a Jung i el fereixen mortalment. Mentrestant, els homes de Joong-gu irrompen a la casa de Ja-Sung. La policia salva la dona de Ja-Sung, però pateix un avortament involuntari pel xoc.
Destrossat per l'atac de Jung i aterrit pel que farà Joong-gu un cop sortit de la presó, Ja-Sung demana al cap Kang que el reassigni i el deixi desaparèixer. El cap Kang es nega a complir la seva promesa i destrueix el perfil policial de Ja-Sung per obligar-lo a continuar treballant per a Goldmoon. Després d'això, Ja-Sung va a veure Jung a l'hospital i, abans de la seva mort, Jung li diu a Ja-Sung que decideixi la seva lleialtat. Ja-Sung entén que Jung va descobrir que és un policia encobert, però fingeix no saber-ho per la seva amistat.
Amb la mort de la seva parella més propera en el crim, Ja-Sung decideix triar on es troba la seva lleialtat i acumular poder. Pren el control de la facció de Jung i s'assegura la lleialtat dels homes de Su-ki. Quan Su-ki intenta executar en Ja-Sung, els seus homes el maten. Per ordre de Ja-Sung, els seus subordinats assassinen el cap Kang, el director de policia Ko i Joong-gu. Com a resultat, la identitat secreta del passat de Ja-Sung segueix sent un secret mentre ascendeix sense problemes per convertir-se en el nou president de Goldmoon.
L'escena torna a 6 anys en el passat, quan Ja-Sung i Jung van començar com a pinxos petits. La seva amistat és evident fins i tot aleshores, i junts eliminen una colla rival. Després de la seva victòria, Ja-Sung somriu per primera vegada.

## Repartiment
- Lee Jung-jae – Lee Ja-sung
- Choi Min-sik – Cap de secció Kang Hyung-cheol[12]
- Hwang Jung-min – Jung Chung
- Park Sung-woong – Lee Joong-gu
- Song Ji-hyo – Shin Woo
- Kim Yoon-seong – Oh Seok-mu
- Na Kwang-hoon – Yang Moon-seok
- Park Seo-yeon – Han Joo-kyung
- Choi Il-hwa – Vicepresident Jang Su-ki
- Joo Jin-mo – Director de policia Ko
- Jang Gwang – Director Yang
- Kwon Tae-won – Director Park
- Kim Hong-pa – Director Kim
- Kim Byeong-ok – Yanbian hobo
- Woo Dong-gi – Yanbian hobo
- Park In-soo – Yanbian hobo
- Jung Young-gi – Yanbian hobo
- Park Sang-gyu – policia
- Ryu Sung-hyun – executiu
- Jung Gi-seop – executiu
- Lee Woo-jin – executiu
- Sung Nak-kyung – executiu
- Jung Mi-sung – detectiu
- Ahn Su-ho – Choi
- Son Byung-hee – taxista
- Han Jae-duk – cap de bada
- Lee Geung-young – President Seok Dong-chool (cameo)
- Ryoo Seung-bum – Constable Kang Cheol-hwa (cameo)
- Ma Dong-seok – Cap de secció Cho Hyung-joo (cameo)

## Recepció crítica
The New York Times va qualificar la pel·lícula de "menys sagnant i més reflexiva que la majoria del seu gènere, la trama de les aliances canviants es va fent més absorbent a mesura que avança."
Los Angeles Times va escriure que "l'escriptor i director Park Hoon-jung explica aquesta retorçada història de guerra intestina dins d'un sindicat del crim corporatiu coreà amb paciència, elegància i no poca quantitat de sang."
Salon va dir que "les recompenses provenen d'una trama satisfactòria, personatges distintius i una sèrie d'obres memorables, i Park gestiona bé les tres demandes" i "ningú a les pel·lícules estatunidenques ha fet que una òpera criminal sigui tan bona en anys."
Film Business Asia la va elogiar com "la pel·lícula de gàngsters coreana millor interpretada i més captivadora des de A Dirty Carnival de Yoo Ha. […] no sols mostra tres dels millors actors de Corea del Sud a la part superior del seu joc, sinó que també aconsegueix mantenir les seves 2 hores i mitja de durada en un drama de personatges en lloc d'acció o violència."
La pel·lícula també va rebre moltes ressenyes negatives. David Noh de Film Journal va escriure "No hi ha res de dolent a reelaborar pel·lícules com Election i Infernal Affairs. Scorsese va guanyar un Oscar per Infiltrats, la seva versió d'aquest últim. Malauradament, Park no aporta res de nou al gènere, a part de molts més trets de grua i massa ganyotes estoiques."
Linda Barnard de Thestar.com li va donar 2 estrelles de 4, escrivint "La pel·lícula de gàngsters de Corea del Sud New World intenta expandir el gènere amb ànims a El Padrí, però no pot escapar de l'actuació exagerada, la violència expansiva i la història exagerada típica dels drames criminals fets a Seül."
Slant Magazine també li va donar una crítica negativa, afirmant: "Atorgat amb un gir una mica novell, el New World de Park Hoon-jung empra la dinàmica de poder de bo/dolent de la típica pel·lícula de policia-gàngster i la tracta com la font principal de la intriga de la història, però la guerra de bandes incrustada al cor d'aquesta pel·lícula es juga menys com una ronda orgànica de Go entre policies i criminals que l'esquema elaborat d'un personatge que funciona com un Creador sàdic i causa estralls en la vida de les seves formigues."

## Taquilla
La pel·lícula va vendre 4,67 milions d'entrades, amb un total brut de 34.831.698.405 wons (o 31.212.801 dòlars).

## Remake
Després de competir amb DreamWorks, Paramount Pictures i Warner Bros., Sony Pictures va adquirir els drets del remake. La productora Vertigo Entertainment s'encarregarà del projecte amb els productors Roy Lee i Dan Lin, Jon Silk i John Powers Middleton com a productors executius, i Will Fetters com a guionista. La pel·lícula tàmil del 2018 Chekka Chivantha Vaanam va ser la "versió indianitzada" d'aquesta pel·lícula a causa de la seva similitud en la trama, la caracterització i la narració.

## Premis i nominacions
| Any  | Premi                                                        | Categoria                           | Contenidors              | Resultats | Ref.          |
| ---- | ------------------------------------------------------------ | ----------------------------------- | ------------------------ | --------- | ------------- |
| 2013 | Festival Internacional de Thrillers de Beaune                | Premi del Jurat (Segon classificat) | New World                | Guanyador |               |
| 2013 | 49ns Baeksang Arts Awards                                    | Millor Actor                        | Hwang Jung-min           | Nominat   | [ 28 ] [ 29 ] |
| 2013 | 49ns Baeksang Arts Awards                                    | Millor actor secundari              | Park Sung-woong          | Nominat   | [ 28 ] [ 29 ] |
| 2013 | 49ns Baeksang Arts Awards                                    | Millor director novell              | Park Hoon-jung           | Nominat   | [ 28 ] [ 29 ] |
| 2013 | 49ns Baeksang Arts Awards                                    | Millor guió                         | Park Hoon-jung           | Nominat   | [ 28 ] [ 29 ] |
| 2013 | 22ns Buil Film Awards                                        | Millor actor                        | Hwang Jung-min           | Guanyador |               |
| 2013 | 22ns Buil Film Awards                                        | Millor actor secundari              | Park Sung-woong          | Nominat   |               |
| 2013 | 22ns Buil Film Awards                                        | Millor director novell              | Park Hoon-jung           | Nominat   |               |
| 2013 | 50ns Grand Bell Awards                                       | Millor director                     | Park Hoon-jung           | Nominat   |               |
| 2013 | 50ns Grand Bell Awards                                       | Millor actor                        | Hwang Jung-min           | Nominat   |               |
| 2013 | 50ns Grand Bell Awards                                       | Millor actor secundari              | Park Sung-woong          | Nominat   |               |
| 2013 | 50ns Grand Bell Awards                                       | Millor guió                         | Park Hoon-jung           | Nominat   |               |
| 2013 | 50ns Grand Bell Awards                                       | Millor il·luminació                 | Bae Il-hyuk              | Nominat   |               |
| 2013 | 50ns Grand Bell Awards                                       | Millor música                       | Jo Yeong-wook            | Guanyador |               |
| 2013 | 50ns Grand Bell Awards                                       | Millor direcció artística           | Cho Hwa-sung             | Nominat   |               |
| 2013 | 34ns Blue Dragon Film Awards                                 | Millor pel·lícula                   | New World                | Nominat   |               |
| 2013 | 34ns Blue Dragon Film Awards                                 | Millor director                     | Park Hoon-jung           | Nominat   |               |
| 2013 | 34ns Blue Dragon Film Awards                                 | Millor actor                        | Hwang Jung-min           | Guanyador |               |
| 2013 | 34ns Blue Dragon Film Awards                                 | Millor actor secundari              | Park Sung-woong          | Nominat   |               |
| 2013 | 34ns Blue Dragon Film Awards                                 | Millor fotografia                   | Chung Chung-hoon, Yu Eok | Nominat   |               |
| 2013 | 34ns Blue Dragon Film Awards                                 | Millor il·luminació                 | Bae Il-hyuk              | Nominat   |               |
| 2013 | 34ns Blue Dragon Film Awards                                 | Millor direcció artística           | Cho Hwa-sung             | Nominat   |               |
| 2013 | XLVI Festival Internacional de Cinema Fantàstic de Catalunya | Premi Focus Asia                    | New World                | Guanyador | [ 30 ]        |
| 2014 | 9ns Max Movie Awards                                         | Millor actor                        | Hwang Jung-min           | Nominat   |               |
| 2014 | 19ns Chunsa Film Art Awards                                  | Millor actor                        | Hwang Jung-min           | Nominat   |               |